# Curriea inareata
Curriea inareata är en stekelart som beskrevs av Granger 1949. Curriea inareata ingår i släktet Curriea och familjen bracksteklar. Inga underarter finns listade i Catalogue of Life.